# Vaulion
Vaulion är en ort och kommun i distriktet Jura-Nord vaudois i kantonen Vaud, Schweiz. Kommunen har 486 invånare (2023).